# Manuel Arce y Ochotorena
Manuel Arce y Ochotorena (San Julián de Ororbia, 18 agosto 1879 – Tarragona, 16 settembre 1948) è stato un cardinale e arcivescovo cattolico spagnolo.

## Biografia
Nacque a San Julián de Ororbia il 18 agosto 1879.
Papa Pio XII lo elevò al rango di cardinale nel concistoro del 18 febbraio 1946.
Morì il 16 settembre 1948 all'età di 69 anni.

## Genealogia episcopale
La genealogia episcopale è:
- Cardinale Scipione Rebiba
- Cardinale Giulio Antonio Santori
- Cardinale Girolamo Bernerio, O.P.
- Arcivescovo Galeazzo Sanvitale
- Cardinale Ludovico Ludovisi
- Cardinale Luigi Caetani
- Cardinale Ulderico Carpegna
- Cardinale Paluzzo Paluzzi Altieri degli Albertoni
- Papa Benedetto XIII
- Papa Benedetto XIV
- Papa Clemente XIII
- Cardinale Marcantonio Colonna
- Cardinale Giacinto Sigismondo Gerdil, B.
- Cardinale Giulio Maria della Somaglia
- Cardinale Carlo Odescalchi, S.I.
- Cardinale Costantino Patrizi Naro
- Cardinale Lucido Maria Parocchi
- Papa Pio X
- Papa Benedetto XV
- Cardinale Federico Tedeschini
- Cardinale Manuel Arce y Ochotorena